# Volkhard Rührig

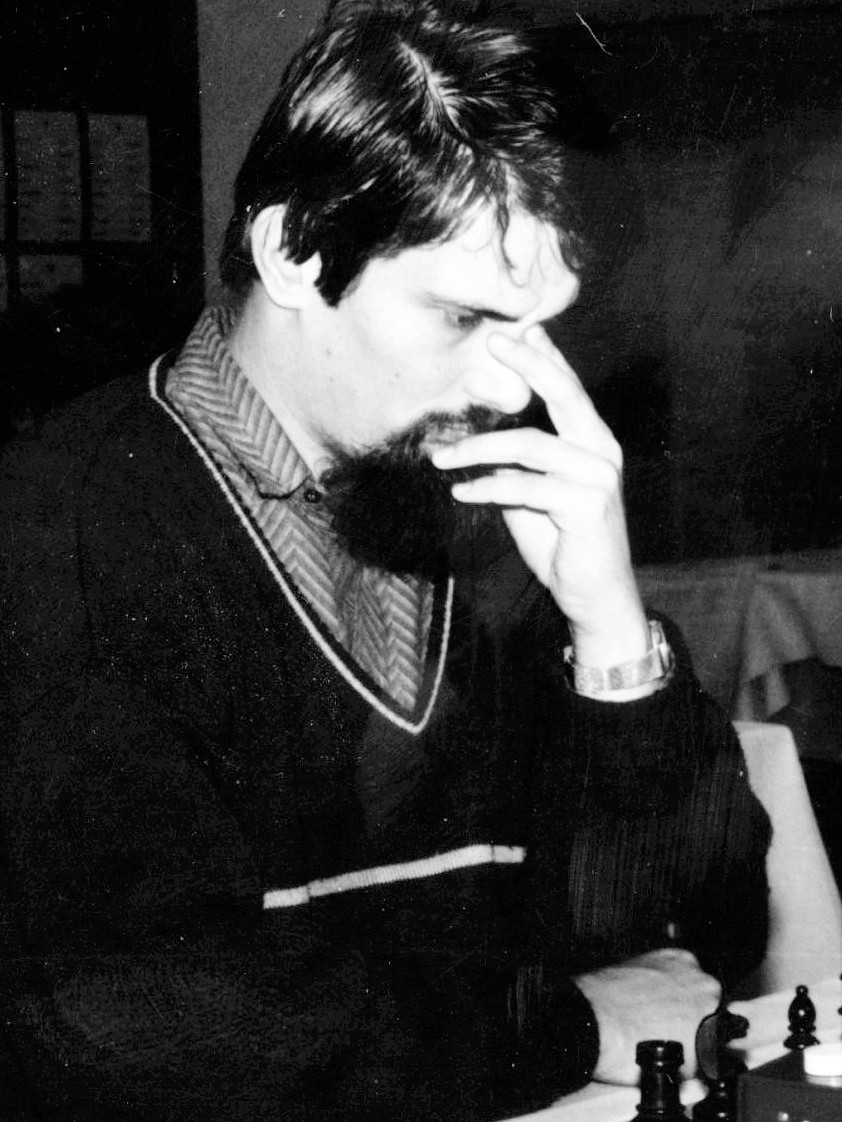
Volkhard Rührig (1987)

Volkhard Rührig (* 28. August 1953 in Ochsenfurt; † 28. September 1990 in Oberaudorf) war ein deutscher Schachspieler.

## Leben

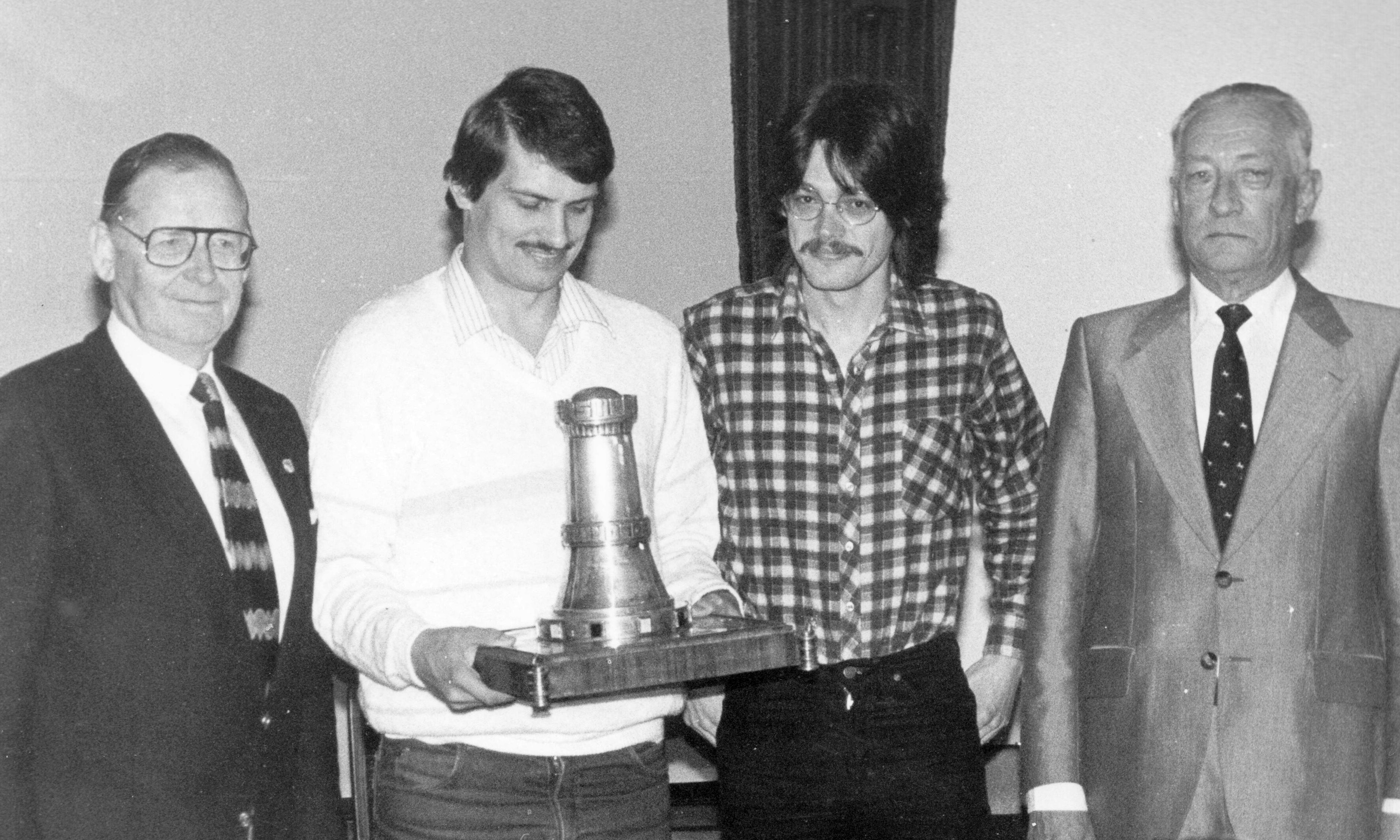
Links Helmut Nöttger, Volkhard Rührig (mit Pokal), rechts Heinz Hohlfeld bei der Siegerehrung des Pokalsiegers 1985

Er erlernte das Schachspiel im Alter von neun Jahren und war zunächst Mitglied im Schachverein Turm Zeil, wechselte 1969 aber zum SC 1868 Bamberg, mit dem er später in der deutschen Schachbundesliga spielte. 1976 und 1977 gewann Bamberg die deutsche Mannschaftsmeisterschaft.
Rührig trug seit 1983 den Titel eines FIDE-Meisters. Zu seinen größten Einzelerfolgen gehörte der Gewinn eines internationalen Turniers in Šumperk 1983 und des Dähne-Pokals 1985. 1987 qualifizierte sich Rührig für die Deutsche Einzelmeisterschaft.
Im Januar 1984 erreichte er seine höchste Elo-Zahl von 2375. Jedes Jahr veranstaltet der SC Bamberg ein Volkhard-Rührig-Gedenkturnier.
Volkhard Rührig studierte von 1973 bis 1981 Mathematik und Physik an der Friedrich-Alexander-Universität Erlangen-Nürnberg. Danach war er als Systemanalytiker und Software-Entwickler tätig, ab 1984 für die Firma Siemens in München. Er blieb ledig.
Im Oktober 1989 erkrankte er an Krebs und starb elf Monate später in einer Klinik.